# 杉野正博
杉野 正博（すぎの まさひろ、1944年11月18日 - ）は、日本の技術者、実業家。INAX代表取締役社長、LIXILグループ代表取締役社長などを務めた。

## 経歴･人物
愛知県出身。愛知県立刈谷高等学校を経て、1967年に名古屋工業大学工学部窯業工学科を卒業し、伊奈製陶（INAXを経て、現在のLIXIL）に入社した。1990年に営業本部商品企画統括部商品第1部長、1992年に取締役新建材事業部長、1994年に取締役建材事業本部タイル事業部長、1996年に常務取締役建材事業本部長、1999年に常務取締役経営管理統括部長、2000年に専務取締役にそれぞれ就任した。
2001年、代表取締役社長に就任した。2007年から住生活グループ（現在のLIXILグループ）代表取締役社長及びINAX代表取締役会長を務め、2011年にはトステム、INAX、新日軽、東洋エクステリア、LIXILの統合を行い、同年トステムを商号変更したLIXILの代表取締役社長兼COOに就任した。同年、取締役相談役に就任した。2015年にマキタ取締役、2017年にミサワホーム取締役、2018年に北恵取締役にそれぞれ就任した。